# 伊布斯河畔魏德霍芬
伊布斯河畔魏德霍芬（德語：Waidhofen an der Ybbs，德語發音：[vaɪtˈhoːfn̩ an deːɐ̯ ˈɪps]）是奧地利下奧地利州的法定城市，位於該國北部，面積131.52平方公里，海拔高度356米，2012年人口11,452，其中八成居民信奉羅馬天主教。

## 外部連結
- 官方网站 （页面存档备份，存于）